# بردية وستكار
بردية وستكار، هي نص مصري قديم يحتوي على خمس قصص عن معجزات قام بها كهنة وسحرة. في نص البردية، تُروى كل من هذه الحكايات في بلاط الملك خوفو (الأسرة الرابعة، القرن السادس والعشرين قبل الميلاد) بواسطة أبنائه. تُعرف البردية عادةً باسم "خوفو والسحرة" و"حكاية بلاط الملك خوفو". أما في الألمانية، التي تُرجم نص بردية وستكار إليها لأول مرة، تُعرف بـDie Märchen des Papyrus Westcar ("قصص بردية وستكار الخيالية").
ما بقي ووصل إلينا من بردية وستكار يتكون من اثني عشر عمودًا مكتوبة بالخط الهيراطيقي. مريام ليتشهايم تعيد تاريخ الوثيقة إلى فترة الهكسوس (من القرن الثامن عشر إلى القرن السادس عشر قبل الميلاد) وتذكر أنها مكتوبة باللغة المصرية الوسطى الكلاسيكية. تعتقد اللغوية وعالمة المصريات فيرينا ليبر أنه من الممكن أن بردية ويستكار كتبت خلال الأسرة الثالثة عشرة. استخدم المؤرخون البردية كمورد أدبي لإعادة تكوين تاريخ الأسرة الرابعة.
البردية معروضة الآن تحت ظروف إضاءة منخفضة في المتحف المصري ببرلين.

## قصة الاكتشاف
في عام 1823 أو 1824، اكتشف المغامر البريطاني هنري وستكار على ما يبدو البردية أثناء رحلاته في مصر. ولأسباب غير معروفة، لم يسجل الظروف الدقيقة التي حصل فيها على الأثر.[بحاجة لمصدر]
في عام 1838 أو 1839، ادعى عالم المصريات الألماني كارل ريتشارد ليبسيوس أنه حصل على البردية من ابنة أخت وستكار. ولأن ليبسيوس كان قادرًا على قراءة بعض العلامات الهيراطيقية، فقد تعرف على بعض الأسماء داخل الخراطيش الملكية وقام بتأريخ النص إلى الدولة القديمة.[بحاجة لمصدر]
هناك تناقضات حول الطبيعة الحقيقية للاقتناء والمكان اللاحق لبردية وستكار. يكتب ليبسيوس أن الوثيقة كانت معروضة في مكتبة بودليان في أكسفورد، لكن العروض العامة تم توثيقها هناك منذ أوائل ستينيات القرن التاسع عشر ولم يظهر اسم ليبسيوس في أي قوائم أو وثائق متعلقة بها. بالإضافة إلى ذلك، لم ينشر ليبسيوس نص بردية ويستكار؛ بل احتفظ بالبردية في منزله في السندرة، حيث وجدت بعد وفاته. أدت هذه التناقضات إلى تكهنات واسعة النطاق؛ فقد افترض العديد من المؤرخين البريطانيين أن ليبسيوس ربما يكون قد سرق البردية.
في عام 1886، اشترى عالم المصريات الألماني أدولف إيرمان البردية من ابن ليبسيوس وأودعها متحف برلين. ولأن العلامات الهيراطيقية كانت لا تزال غير مفحوصة بشكل كافٍ ولا مترجمة، عُرضت بردية وستكار كنوع من الفضول. ومنذ المحاولة الأولى لإيرمان لترجمة كاملة في عام 1890، تمت ترجمة بردية ويستكار مرات عديدة، مما أدى إلى نتائج مختلفة. كما يختلف تأريخ النص أيضًا.

## وصف المادة
بردية ويستكار مصنوعة من نبات سعد البردي. تم تقسيم لفافة وستكار إلى ثلاثة أجزاء. خلال حياة ليبسيوس وإيرمان، كانت في جزأين؛ لا يُعرف متى ولماذا تم تقسيم اللفافة إلى ثلاثة أجزاء. النص المكتوب على البردية يتضمن اثني عشر عمودًا كتابيًا في المجموع الكلي. يحتوي الجزء الأول على الأعمدة من الأول حتى الثالث على الوجه الأمامي للورقة، بينما يحتوي الجزء الثاني على الأعمدة الرابع والخامس على الوجه الأمامي كذلك. الجزء الثالث يحتوي على الأعمدة من السادس إلى التاسع على الوجه الخلفي، وعلى الوجه الأمامي يحتوي على الأعمدة النهائية من العاشر إلى الثاني عشر. نسيج البردية ذو حبيبات، ولونه رمادي مصفر وهش جدًا. تم تثبيت الجزء الأول على كتان ووضعه بين لوحين زجاجيين. في خمسة مواضع، تم تثبيت البردية على الزجاج باستخدام مادة ميثيل السليولوز. تم تثبيت الجزء الثاني على لوحة من الورق المقوى والخشب، ومغطى بلوح زجاجي. الجزء الثالث وُضع ببساطة بين لوحين زجاجيين وتم لصقه بالكامل عليهما. المادة اللاصقة المستخدمة لذلك فقدت جزئيًا شفافيتها وباتت ضبابية بيضاء. تم ترك حواف الأجزاء الثلاثة حرة للسماح بالتهوية. بسبب أسلوب تجليد الورق خلال القرن الثامن عشر، تضررت جميع أجزاء البردية جزئيًا؛ في عدة أماكن، تمزقت مادتها وتشوهت وتسطحت. بعض الألياف الآن تغطي النقش. جميع القطع تظهر فجوات كبيرة وحافة اللفافات مهترئة بشكل سيئ. وبسبب الفجوات، العديد من أجزاء النص مفقودة الآن.
النص نفسه مكتوب بالكامل بحبر حديدي أسود وحبر من كربون أسود ومقسم بواسطة عناوين فرعية إلى عشر فقرات. بين الجمل المكتوبة بدقة، تظهر آثار حمراء لنص قديم. يبدو أن بردية ويستكار هي في واقعها بردية ممحوة مسبقًا؛ حيث حاول المؤلف المصري مسح النص القديم لكنه فشل جزئيًا. الكتابة النظيفة وطريقة النسخ تظهر أن المؤلف كان محترفًا ومتعلمًا بشكل كبير.

## المحتوى
القصة الأولى، التي رواها ابن غير معروف لخوفو (ربما ددف رع)، تفتقد كل شيء ما عدا الخاتمة، حيث يأمر خوفو بتقديم قرابين مباركة للملك زوسر. يبدو أنها كانت نصًا يوضح معجزة قام بها كاهن قارئ خلال فترة حكم الملك زوسر، ربما الشهير إمحوتب.
القصة الثانية، التي رواها خعفرع، تدور أحداثها خلال حكم أحد أسلاف خوفو. كبير الكهنة المقرئين للملك نب كا، المسمى وبا إنر، يكتشف أن زوجته تخونه مع رجل من مدينة منف، فيصنع تمساحًا من الشمع. عند معرفة أن زوجته الخائنة تلتقي بعشيقها، يلقي تعويذة تجعل التمثال يتحول إلى تمساح حي عند ملامسته للماء، ويأمر خادمه برميه في الجدول الذي يمر به العشيق داخلا وخارجا من ممتلكات الكاهن دون أن يُكتشف. عند اصطياد التمساح للعشيق، يأخذه إلى قاع البحيرة حيث يبقيانه لمدة سبعة أيام بينما يستضيف المقرئ الملك زائرًا. وعند رواية القصة للملك نب كا، يستدعي الكاهن المقرئ التمساح مرة أخرى، فيأمر الملك التمساح بابتلاع العشيق نهائيًا. ثم يأمر بإحضار الزوجة الخائنة، ويأمر بإحراقها وإلقائها في النهر.
القصة الثالثة، التي رواها ابن آخر يدعى باوف رع، تدور أحداثها خلال فترة حكم جده سنفرو. يشعر الملك بالملل فينصحه كبير الكهنة المقرئين ججا إم عنخ بجمع عشرين فتاة شابة واستخدامهن للإبحار حول بحيرة القصر. يأمر سنفرو بصنع عشرين مجذافًا جميلاً، ويعطي الفتيات شباكًا لتغطية أنفسهن أثناء الإبحار. ولكن، تفقد إحدى الفتيات تميمة - قلادة على شكل سمكة مصنوعة من الفيروز الذي تعتز به كثيرًا بحيث لا تقبل حتى بديلاً من الخزانة الملكية، وحتى يتم استردادها، لن تقوم هي ولا أي من الفتيات الأخريات بالتجديف. يحزن الملك لذلك، ويقوم الكاهن الكبير بشق المياه للسماح باستعادة التميمة، ثم يعيد المياه إلى حالتها الأصلية.
القصة الرابعة، التي رواها حور ددف، تتعلق بمعجزة حدثت خلال حكم خوفو نفسه. رجل يدعى ددي يبدو أنه لديه القدرة على إعادة تركيب رأس مقطوع على الحيوان الذي فقد رأسه، وترويض الأسود البرية، ويعرف عدد الغرف السرية في معبد تحوت. يستثار اهتمام خوفو ويرسل ابنه بنفسه لدعوة هذا الرجل الحكيم إلى البلاط الملكي، وعند وصول ددي، يأمر الملك بقطع رأس إوزة، وطائر مائي غير محدد، وثور. يعيد ددي تركيب الرؤوس على حيواناتها ويعيدها للحياة من جديد. يسأل خوفو بعد ذلك عن معرفته بمعبد تحوت، ويجيب ددي بأنه لا يعرف عدد الغرف، لكنه يعرف مكانها. عندما يسأل خوفو عن التفاصيل، يجيب ددي بأنه ليس الشخص الذي يمكنه إعطاء خوفو الوصول، ولكن الأول من الملوك الثلاثة المستقبليين في رحم المرأة رود جدت هو الذي سيعطيه. هذه نبوءة تفسر بدايات الأسرة المصرية الخامسة، بدءًا من وسر كاف.
القصة الأخيرة تكسر النمط وتركز على رود جدت وهي تلد أبنائها الثلاثة. في يوم ولادة أطفالها، يأمر رع كلا من إيزيس ونفتيس ومسخنت وحقت وخنوم بمساعدتها. يتنكرون كموسيقيين ويسرعون إلى منزل رود جدت لمساعدتها في الولادة الصعبة. يولد الأطفال الثلاثة، يوصفون بأنهم أقوياء وأصحاء، بأطراف مغطاة بالذهب ويرتدون تيجانًا من اللازورد. خادمة رود جدت تتشاجر معها لاحقًا، وتتلقى ضربًا وتهرب، متعهدة بإخبار الملك خوفو بما حدث. لكنها في الطريق، تلتقي بأخيها وتروي له القصة. غير راضٍ، يضربها هو أيضًا، ويرسلها في طريقها إلى حافة الماء حيث يمسك بها تمساح. يذهب الأخ بعد ذلك لرؤية رود جدت، التي تبكي على فقدان أخته. يبدأ الأخ في الاعتراف بما حدث وفي هذه اللحظة ينتهي نص البردية.

## التحليل والتفسيرات
تُعد بردية وستكار من أهم الوثائق المصرية القديمة التي تحتوي على نصوص معقدة. وللأسف، تم فقدان اسم المؤلف. أحدث الترجمات والدراسات اللغوية التي قامت بها ميريام ليتشهايم وفيرينا ليبر تكشف عن عناصر كتابة وتهجئة مخفية في نص البردية، مما قادهما إلى تقييم جديد للقصص الفردية.
القصة الأولى فقدت بسبب تلف البردية. الجمل المحفوظة تكشف فقط عن البطل الرئيسي للقصة، الملك زوسر. اسم البطل الذي يُقال إنه قام بالمعجزة مفقود تمامًا، لكن ليتشهايم وليبر يعتقدان أنه من الممكن أن البردية كانت تتحدث عن المهندس والكاهن الأكبر الشهير، إمحوتب.

### الأسلوب اللغوي وتغيير الأزمنة
القصة الثانية والثالثة مكتوبة بأسلوب قديم وزخرفي، وقد حاول المؤلف بوضوح جعلها تبدو كما لو أنها تم تناقلها منذ زمن بعيد، ولكنها في الوقت نفسه مليئة بالخيال. يستخدم عبارات قديمة ويجعل تصرفات الأبطال رسمية ومتأنية. القصص الثلاث الأولى مكتوبة في زمن الماضي ويتم مخاطبة جميع الملوك بالتحية "صادق الصوت" [المرحوم] (بالمصرية: ماع خرو)، وهو ما كان نموذجيًا في مصر القديمة عند الحديث عن ملك متوفى. يتم مخاطبة الأبطال في القصة الثانية والثالثة بنفس الطريقة. بشكل غريب، يتم مخاطبة جميع الملوك بأسمائهم اسم الميلاد، على الرغم من أن هذا كان غير معتاد في زمن المؤلف. بينما كان يتم عادةً تسمية الملوك المتوفين بأسماء ميلادهم، كان يتم تسمية الملوك الأحياء بأسمائهم الحورية. ومع ذلك، يُطلق على الملك خوفو اسم ميلاده في القصص الثلاث الأولى، ولكن في القصة الرابعة، يُعامل كما لو كان لا يزال على قيد الحياة ويكون هو البطل الرئيسي. حتى الملوك المستقبليين أوسركاف، ساحورع، ونفر إر كارع كاكاي يُطلق عليهم أسماء ميلادهم كذلك. تعتقد فيرينا ليبر أن السبب قد يكون نوعًا من الإصلاح الإملائي الذي حدث في زمن المؤلف، ربما لمحاولة تثبيت قاعدة التهجئة لتسمية الملك المتوفى، لإظهار أن حتى الملوك المستقبليين في القصة كانوا ميتين منذ زمن طويل خلال حياته. لهذا السبب، تشكك فيرينا ليبر في أن قصص وستكار تستند إلى وثائق أصلية من المملكة القديمة.
القصة الرابعة والخامسة مكتوبة في زمن الحاضر. يحرك المؤلف غير المعروف الخط الزمني ويغير أيضًا أسلوبه في التعبير من "قديم الطراز" إلى شكل معاصر. يميز بوضوح بين "مر وقت طويل" و "مؤخرًا" دون قطع الخط الزمني بسرعة كبيرة. يبني خطاب الأمير حورددف التحول الحاسم: الأمير حورددف متعب من سماع الحكايات القديمة والمغبرة التي لا يمكن إثباتها. يشرح أن معجزة حالية ستكون أغنى بالمحتوى وأكثر تعليمًا، ولذلك يجلب قصة ددي. ينتقل الجزء الأخير من القصة الرابعة، حيث يقدم الساحر ددي نبوءة للملك خوفو، إلى زمن المستقبل لفترة قصيرة، قبل العودة إلى زمن الحاضر مرة أخرى. يُحافظ على زمن الحاضر حتى نهاية قصص وستكار.

### تصوير الملوك
تحتوي بردية وستكار على تلميحات مخفية وتلاعب بالألفاظ لشخصيات الملوك نكا وسنفرو وخوفو. تقييم وصف شخصية زوسر مستحيل بسبب التدهور الكبير في قصته.
في القصة الثانية، يلعب الملك نكا الدور الرئيسي. يتم تصويره كقاضٍ صارم ولكن عادل، لا يسمح بحدوث الفوضى وسوء السلوك. تُعاقب الزوجة الزانية في القصة بالحرق حية وعشيقها السري، الذي تم كشفه بفضل الخادم المخلص، يُؤكل حيًا بواسطة تمساح مستدعى. يلعب الخادم والتمساح دور العدالة، بينما يلعب الملك نكا دور القدر. تقيم ليبر وليخثيم تصوير الملك نكا بشكل إيجابي. كان الملك الصارم ولكن العادل مثاليًا لشعب زمن المؤلف.
في القصة الثالثة، يصبح الملك سنفرو ضحية لجرأة المؤلف على انتقاد النظام الملكي. يصور المؤلف سنفرو كأحمق سطحي، يسهل إرضاؤه بالترفيه السطحي وغير قادر على حل نزاع مع خادمة تجديف صغيرة. يجب أن يذهب سنفرو إلى حد استدعاء كاهن لحل المشكلة. مع هذا السرد والتصوير المحرج للملك، يجرؤ مؤلف وستكار على انتقاد ملوك مصر بشكل عام ويجعل القصة الثالثة نوعًا من الهجاء. تشير ليبر إلى أن الانتقادات مخفية بمهارة على طول القصة. ليس من المستغرب، حيث كان على المؤلف أن يكون حذرًا – ربما كانت بردية وستكار متاحة للترفيه العام أو على الأقل للدراسة العامة.
في القصة الرابعة، من الصعب تقييم الملك خوفو. من ناحية، يُصور على أنه لا يرحم: يقرر إعدام سجين مدان لاختبار القدرات السحرية المزعومة للساحر ددي. من ناحية أخرى، يُصور خوفو على أنه فضولي، معقول وسخي: يقبل غضب ددي وعرضه ببديل للسجين، ويسأل عن ظروف ومحتويات نبوءة ددي، ويكافئ الساحر بسخاء. التصوير المتناقض لخوفو هو موضوع جدل بين علماء المصريات والمؤرخين حتى اليوم. قيم علماء المصريات والمؤرخون السابقون، مثل أدولف إيرمان، كورت زيته وفولفغانغ هلك شخصية خوفو بأنها عديمة القلب وكافرة. يستندون إلى التقاليد اليونانية القديمة لـهيرودوت وديودور الصقلي، الذين وصفوا صورة شخصية سلبية مبالغ فيها لخوفو، متجاهلين التقاليد المتناقضة (لأنها إيجابية) التي تعلمها المصريون دائمًا. لكن علماء المصريات الآخرين مثل ديتريش فيلدونج يرون أمر خوفو كفعل من الرحمة: كان السجين سيستعيد حياته إذا قام ددي بأداء حيلته السحرية. يعتقد فيلدونج أن رفض ددي كان تلميحًا إلى الاحترام الذي أظهره المصريون للحياة البشرية. كان المصريون القدماء يعتقدون أن الحياة البشرية يجب ألا تُستخدم في السحر الأسود أو أشياء شريرة مشابهة. يشك ليبر وليتشهايم في أن التصوير الصعب التقييم لخوفو كان بالضبط ما خطط له المؤلف. أراد إنشاء شخصية غامضة.

### نهاية بردية وستكار
منذ أولى ترجمات بردية وستكار، اختلف المؤرخون وعلماء المصريات حول ما إذا كانت القصة قد انتهت أم لا. أظهرت التقييمات السابقة نهاية مفاجئة بعد موت الخادمة الخائنة. ولكن مؤخرًا، عززت التحقيقات اللغوية التي أجرتها فيرينا ليبر وميريام ليتشهايم (خاصةً ليبر) النظرية القائلة بأن نص وستكار ينتهي بالتأكيد بعد قصة موت الخادمة. تشير ليبر إلى أن تسلسل التمساح يتكرر عدة مرات، مثل نوع من اللازمة، وهو عنصر نموذجي في القصص والوثائق المشابهة. علاوة على ذلك، تجادل ليبر بأن البردية تحتوي على مساحة كبيرة بعد النهاية الظاهرة، تكفي لقصة قصيرة أخرى.

### تأثيرات بردية وستكار في الحكايات المصرية اللاحقة
تفترض فيرينا ليبر وميريام ليتشهايم أن حكايات بردية وستكار ألهمت المؤلفين اللاحقين لتأليف وكتابة حكايات مشابهة. يشيرون إلى عدة كتابات مصرية قديمة لاحقة حيث يقوم السحرة بأداء حيل سحرية مشابهة جدًا ويتنبؤون للملك. تشمل الأمثلة الوصفية البرديات "مجموعة أثينا" و "نبوءة نفرتي". تُظهر هذه الروايات موضوع النبوءة الشائع في الدولة القديمة – كما هو الحال في قصة بردية وستكار. كما يتحدثون أيضًا عن أشخاص ذوي قوى سحرية مشابهة لقوى ديدي. تحتوي بردية "برلين رقم 3023" على قصة، "الفلاح الفصيح"، حيث تظهر العبارة التالية: "انظر، هؤلاء هم الفنانون الذين يخلقون الجديد من الموجود، والذين يمكنهم حتى استبدال رأس مقطوع"، والتي يمكن تفسيرها كإشارة إلى بردية وستكار. تحتوي ذات البردية كذلك على إشارة أخرى تقوي الفكرة بأن العديد من الكتابات المصرية القديمة تأثرت ببردية وستكار: العمود 232 يحتوي على العبارة "نائم حتى الفجر"، التي تظهر تقريبًا كلمة بكلمة في بردية وستكار.
مثال وصفي آخر يظهر في "نبوءة نفرتي". كما في بردية وستكار، يخاطب مرؤوس من قبل الملك بكلمة "أخي" ويصور الملك على أنه متقبل ومتواضع. علاوة على ذلك، تتحدث كلتا القصتين عن نفس الملك، سنفرو. تحتوي بردية "أثينا" على العبارة: "... لأن هؤلاء هم الحكماء الذين يمكنهم تحريك المياه وجعل النهر يتدفق بإرادتهم ورغبتهم فقط ..." ، والتي تشير بوضوح إلى الأعجوبة التي قام بها الساحرين جاجامعنخ وديدي في قصة وستكار.
نظرًا لأن "بردية أثينا" و "بردية برلين 3023" و "نبوءة نفرتي" يستخدمون نفس أسلوب الكلام والعبارات الغريبة، مع العديد من الإشارات إلى عجائب بردية وستكار، ترى ليبر وليتشهايم أن ديدي ووباإنر وجاجامعنخ يجب أن يكونوا معروفين لدى المؤلفين المصريين لفترة طويلة.

## وصلات خارجية
- Westcar Papyrus
- The Westcar Papyrus : (hieroglyphic text with transliteration)
- Translation by Nederof following Blackman
- Further information on the Westcar Papyrus

## اقرأ أيضا
- تعاليم بتاح حتب
- تعاليم كا جمني
- ترنيمة آتون العظمى
- جاجامعنخ
- ديدي